# Kim Do-hoon
Kim Do-hoon (김도훈?, 金度勳?; Tongyeong, 21 luglio 1970) è un allenatore di calcio ed ex calciatore sudcoreano, di ruolo attaccante.

## Palmarès

### Giocatore

#### Competizioni nazionali
- Campionato sudcoreano: 1

S. Ilhwa Chunma: 2003
- Coppa della Corea del Sud: 1

Jeonbuk Hyundai: 2000
- Coppa di Lega sudcoreana: 1

S. Ilhwa Chunma: 2004

#### Competizioni internazionali
- A3 Champions Cup: 1

S. Ilhwa Chunma: 2004

### Allenatore

#### Competizioni nazionali
- Coppa di Corea del Sud: 1

Ulsan Hyundai: 2017
- Singapore Premier League: 1

Lion City Sailors: 2021

#### Competizioni internazionali
- AFC Champions League: 1

Ulsan Hyundai: 2020